# Cazaril-Laspènes
Cazaril-Laspènes è un comune francese di 23 abitanti situato nel dipartimento dell'Alta Garonna nella regione dell'Occitania.

## Società

### Evoluzione demografica
Abitanti censiti